# Effractilis effracta
Effractilis effracta là một loài bướm đêm trong họ Noctuidae.